# Ancient Peoples and Places
Ancient Peoples and Places („Alte Völker und Orte“) ist eine englischsprachige Buchreihe über alte Völker und Kulturen, die seit 1957 in London bei Thames & Hudson und in New York bei Praeger erschien. Zahlreiche renommierte Fachgelehrte haben an der Reihe mitgewirkt.
Folgende 113 Bände sind erschienen:
| Nr. | Originaltitel                                                                | Übersetzung                                                                                 | Autor                             |
| --- | ---------------------------------------------------------------------------- | ------------------------------------------------------------------------------------------- | --------------------------------- |
| 1   | Peru                                                                         | Peru                                                                                        | Geoffrey Hext Sutherland Bushnell |
| 2   | The Scythians                                                                | Die Skythen                                                                                 | Tamara Talbot Rice                |
| 3   | Sicily Before the Greeks                                                     | Sizilien vor den Griechen                                                                   | L. B. Brea                        |
| 4   | Denmark before the Vikings                                                   | Dänemark vor den Wikingern                                                                  | Ole Klindt-Jensen                 |
| 5   | The Low Countries                                                            | Die Niederlande                                                                             | Siegfried J. De Laet              |
| 6   | The Celts                                                                    | Die Kelten                                                                                  | T. G. E. Powell                   |
| 7   | Etruscans                                                                    | Etrusker                                                                                    | Raymond Bloch                     |
| 8   | Early Christian Ireland                                                      | Frühchristliches Irland                                                                     | Máire de Paor                     |
| 9   | Wessex before the Celts                                                      | Wessex vor den Kelten                                                                       | J. F. S. Stone                    |
| 10  | Japan before Buddhism                                                        | Japan vor dem Buddhismus                                                                    | J. Edward Kidder                  |
| 11  | Malta                                                                        | Malta                                                                                       | John Davies Evans                 |
| 12  | Early India and Pakistan to Ashoka                                           | Frühes Indien und Pakistan bis Ashoka                                                       | Sir Mortimer Wheeler              |
| 13  | Brittany                                                                     | Bretagne                                                                                    | Pierre-Roland Giot                |
| 14  | East Anglia                                                                  | East Anglia                                                                                 | R. Rainbird Clarke                |
| 15  | The origins of Rome                                                          | Die Ursprünge Roms                                                                          | Raymond Bloch                     |
| 16  | The Anglo-Saxons                                                             | Die Angelsachsen                                                                            | David M. Wilson                   |
| 17  | The Lapps                                                                    | Die Lappen                                                                                  | Roberto Bosi                      |
| 18  | The Egyptians                                                                | Ägypter                                                                                     | Cyril Aldred                      |
| 19  | The Early Christians                                                         | Die frühen Christen                                                                         | Michael Gough                     |
| 20  | The Seljuks in Asia Minor                                                    | Die Seldschuken in Kleinasien                                                               | Tamara Talbot Rice                |
| 21  | The Vikings                                                                  | Die Wikinger                                                                                | Holger Arbman                     |
| 22  | Czechoslovakia before the Slavs                                              | Tschechoslowakei vor den Slawen                                                             | Evžen Neustupný, Jiří Neustupný   |
| 23  | China Before the Han Dynasty                                                 | China vor der Han-Dynastie                                                                  | William Watson                    |
| 24  | The Greeks until Alexander                                                   | Die Griechen unter Alexander                                                                | Robert Manuel Cook                |
| 25  | Writing                                                                      | Schrift                                                                                     | David Diringer                    |
| 26  | The Phoenicians                                                              | Die Phönizier                                                                               | Donald B. Harden                  |
| 27  | The Byzantines                                                               | Die Byzantiner                                                                              | David Talbot Rice                 |
| 28  | The Greeks in the West                                                       | Die Griechen im Westen                                                                      | A. G. Woodhead                    |
| 29  | Mexico: From the Olmecs to the Aztecs                                        | Mexiko: von den Olmeken zu den Azteken                                                      | Michael D. Coe                    |
| 30  | Sweden                                                                       | Schweden                                                                                    | Mårten Stenberger                 |
| 31  | The Greeks in Ionia and the East                                             | Die Griechen in Ionien und dem Osten                                                        | J. M. Cook                        |
| 32  | The Balts                                                                    | Die Balten                                                                                  | Marija Gimbutas                   |
| 33  | Troy and the Trojans                                                         | Troja und die Trojaner                                                                      | Carl W. Blegen                    |
| 34  | Celtic Britain                                                               | Keltisches Britannien                                                                       | Nora Kershaw Chadwick             |
| 35  | Sardinia                                                                     | Sardinien                                                                                   | Margaret Guido                    |
| 36  | The Iberians                                                                 | Die Iberer                                                                                  | Antonio Arribas                   |
| 37  | Bones, bodies, and disease; evidence of disease and abnormality in early man | Knochen, Körper und Krankheit; Anzeichen von Krankheit und Abnormalität bei frühen Menschen | Calvin Wells                      |
| 38  | The Canaanites                                                               | Die Kanaaniter                                                                              | John Gray                         |
| 39  | The Mycenaeans                                                               | Die Mykener                                                                                 | William Taylour                   |
| 40  | New Grange and the Bend of the Boyne                                         | Newgrange und der Palast des Boyne                                                          | Sean P. Ó Ríordáin                |
| 41  | South West England                                                           | Südwestengland                                                                              | Aileen Fox                        |
| 42  | The Medes and Persians                                                       | Die Meder und Perser                                                                        | William Culican                   |
| 43  | The Art of the Romans                                                        | Die Kunst der Römer                                                                         | J. M. C. Toynbee                  |
| 44  | Colombia                                                                     | Kolumbien                                                                                   | Gerardo Reichel-Dolmatoff         |
| 45  | Poland                                                                       | Polen                                                                                       | Konrad Jażdżewski                 |
| 46  | Southern Africa during the iron age                                          | Südafrika während der Eisenzeit                                                             | Brian M. Fagan                    |
| 47  | Central and southern Italy before Rome                                       | Mittel- und Süditalien vor Rom                                                              | David H. Trump                    |
| 48  | Archaeology under Water                                                      | Archäologie unter Wasser                                                                    | George F. Bass                    |
| 49  | Ecuador                                                                      | Ecuador                                                                                     | Betty J. Meggers                  |
| 50  | Republican Rome                                                              | Republikanisches Rom                                                                        | Alexander Hugh McDonald           |
| 51  | The Georgians                                                                | Die Georgier                                                                                | David Marshall Lang               |
| 52  | The Maya                                                                     | Die Maya                                                                                    | Michael D. Coe                    |
| 53  | Finland                                                                      | Finnland                                                                                    | Ella Kivikoski                    |
| 54  | The Picts                                                                    | Die Pikten                                                                                  | Isabel Henderson                  |
| 55  | Meroe; a civilization of the Sudan                                           | Meroe – ein Zivilisation des Sudan                                                          | P. L. Shinnie                     |
| 56  | Norway                                                                       | Norwegen                                                                                    | Anders Hagen                      |
| 57  | Romania                                                                      | Rumänien                                                                                    | Dumitru Berciu                    |
| 58  | Pagan Scandinavia                                                            | Heidnisches Skandinavien                                                                    | Hilda Roderick Ellis Davidson     |
| 59  | The Parthians                                                                | Die Parther                                                                                 | Malcolm A. R. Colledge            |
| 60  | The city of Constantinople                                                   | Die Stadt Konstantinopel                                                                    | Michael Maclagan                  |
| 61  | Spain and Portugal; the Prehistory of the Iberian Peninsula                  | Spanien und Portugal; die Vorgeschichte der Iberischen Halbinsel                            | H. N. Savory                      |
| 62  | Tarquinia and Etruscan Origins                                               | Tarquina und die Ursprünge der Etrusker                                                     | Hugh Hencken                      |
| 63  | The Druids                                                                   | Die Druiden                                                                                 | Stuart Piggott                    |
| 64  | The Mongols                                                                  | Die Mongolen                                                                                | E. D. Phillips                    |
| 65  | Prehistory of Australia                                                      | Vorgeschichte Australiens                                                                   | D. J. Mulvaney                    |
| 66  | Food in Antiquity: A Survey of the Diet of Early Peoples                     | Essen in der Antike: Eine Übersicht über die Ernährung der frühen Völker                    | Don R. Brothwell                  |
| 67  | Medieval Civilization in Germany 800-1273                                    | Mittelalterliche Kultur in Deutschland 800-1273                                             | Franz H. Bauml                    |
| 68  | The Armenians                                                                | Die Armenier                                                                                | Sirarpie Der Nersessian           |
| 69  | South east England                                                           | Südostengland                                                                               | Ronald Jessup                     |
| 70  | The Upper Amazon                                                             | Der Obere Amazonas                                                                          | Donald W. Lathrap                 |
| 71  | The Abyssinians                                                              | Die Abessinier                                                                              | David Roden Buxton                |
| 72  | The prehistory of Africa                                                     | Vorgeschichte Afrikas                                                                       | J. Desmond Clark                  |
| 73  | The Sarmatians                                                               | Die Sarmaten                                                                                | Tadeusz Sulimirski                |
| 74  | The Slavs                                                                    | Die Slawen                                                                                  | Marija Gimbutas                   |
| 75  | The Minoans; the story of Bronze Age Crete                                   | Die Minoer; die Geschichte der Bronzezeit auf Kreta                                         | Sinclair Hood                     |
| 76  | Northern Italy before Rome                                                   | Norditalien vor Rom                                                                         | Lawrence Barfield                 |
| 77  | Jugoslavia Before the Roman Conquest                                         | Jugoslawien vor der römischen Eroberung                                                     | John Alexander                    |
| 78  | Early Buddhist Japan                                                         | Frühbuddhistisches Japan                                                                    | J. Edward Kidder                  |
| 79  | Central Asia: Turkmenia before the Achaemenids                               | Zentralasien: Turkmenistan vor den Achämeniden                                              | V. M Masson                       |
| 80  | Britain and the Western Seaways                                              | Britannien und die Westlichen Seewege                                                       | E. G. Bowen                       |
| 81  | The Balearic Islands                                                         | Die Balearischen Inseln                                                                     | Luis Pericot Garcia               |
| 82  | The Crusaders in Syria and the Holy Land                                     | Die Kreuzfahrer in Syrien und dem Heiligen Land                                             | R. C. Smail                       |
| 83  | The Hittites: And Their Contemporaries in Asia Minor                         | Die Hethiter und ihre Zeitgenossen in Kleinasien                                            | J. G. MacQueen                    |
| 84  | The Bulgarians                                                               | Die Bulgaren                                                                                | David Marshall Lang               |
| 85  | Nubia under the pharaohs                                                     | Nubien und die Pharaonen                                                                    | Bruce G. Trigger                  |
| 86  | Switzerland: From earliest times to the Roman conquest                       | Schweiz: Von frühesten Zeiten bis zur römischen Eroberung                                   | Marc-Rodolphe Sauter              |
| 87  | The Eskimos and Aleuts                                                       | Die Eskimos und die Aleuten                                                                 | Don Dumond                        |
| 88  | Nigeria : its archaeology and early history                                  | Nigeria: Archäologie und frühe Geschichte                                                   | Thurstan Shaw                     |
| 89  | The Sea Peoples                                                              | Die Seevölker                                                                               | N. K. Sandars                     |
| 90  | Archaeological Sites in Their Setting                                        | Archäologische Stätten in ihrer Umgebung                                                    | Claudio Vita-Finzi                |
| 91  | The catacombs: Life and death in early Christianity                          | Die Katakomben: Leben und Tod im frühen Christentum                                         | James Stevenson                   |
| 92  | Polynesians: Prehistory of an Island People                                  | Polynesier: Vorgeschichte eines Inselvolkes                                                 | Peter Bellwood                    |
| 93  | Cave Artists                                                                 | Höhlenkünstler                                                                              | Ann Sieveking                     |
| 94  | Babylon                                                                      | Babylon                                                                                     | Joan Oates                        |
| 95  | The Spartans                                                                 | Die Spartaner                                                                               | L. F. Fitzhardinge                |
| 97  | The Beaker Folk                                                              | Glockenbecherkultur                                                                         | Richard J. Harrison               |
| 98  | The Thracians                                                                | Die Thraker                                                                                 | Ralph F. Hoddinott                |
| 99  | Scotland: Archaeology and Early History                                      | Schottland: Archäologie und frühe Geschichte                                                | Graham Ritchie                    |
| 100 | A Short History of Archaeology                                               | Kurze Geschichte der Archäologie                                                            | Glyn Daniel                       |
| 101 | Cyprus: From the Stone Age to the Romans                                     | Zypern: Von der Steinzeit bis zu den Römern                                                 | Vassos Karageorghis               |
| 102 | The Vikings and America                                                      | Die Wikinger und Amerika                                                                    | Erik Wahlgren                     |
| 103 | Celtic Britain                                                               | Keltisches Britannien                                                                       | Charles Thomas                    |
| 104 | Pre-Christian Ireland: From the First Settlers to the Early Celts            | Vorchristliches Irland: Von den ersten Siedlern bis zu den frühen Kelten                    | Peter Harbison                    |
| 105 | Spain at the Dawn of History: Iberians, Phoenicians and Greeks               | Spanien am Beginn der Geschichte: Iberer, Phönizier und Griechen                            | Richard J. Harrison               |
| 106 | People of the Wetlands: Bogs, Bodies and Lake-Dwellers                       | Menschen der Feuchtgebiete: Moore, Körper und Seebewohner                                   | Bryony Coles                      |
| 107 | The Aztecs                                                                   | Die Azteken                                                                                 | Richard F. Townsend               |
| 108 | Ancient Peoples of the American Southwest                                    | Alte Völker des amerikanischen Südwestens                                                   | Stephen Plog                      |
| 109 | Angkor and the Khmer Civilization                                            | Angkor und die Khmer-Zivilisation                                                           | Michael D. Coe                    |
| 110 | The Moundbuilders: Ancient Peoples of Eastern North America                  | Die Moundbuilders: Alte Völker des östlichen Nordamerika                                    | George R. Milner                  |
| 111 | The Olmecs: America’s First Civilization                                     | Die Olmeken: Amerikas erste Zivilisation                                                    | Richard A. Diehl                  |
| 112 | The First North Americans: An Archaeological Journey                         | Die ersten Nordamerikaner: Eine archäologische Reise                                        | Brian M. Fagan                    |
| 113 | The Incas                                                                    | Die Inka                                                                                    | Craig Morris, Adriana von Hagen   |